# شهرستان یوئشی (آن‌هوئی)
شهرستان یوئشی (به انگلیسی: Yuexi County) یک شهرستان در چین است که در انگینگ واقع شده‌است.